# Flagy, Seine-et-Marne
Flagy là một xã ở tỉnh Seine-et-Marne, thuộc vùng Île-de-France ở miền bắc nước Pháp.

## Dân số
Người dân ở Flagy được gọi là Flagiens.
Điều tra dân số năm 1999, xã này có dân số là 534.